# Bonaventure de Bar
Pour les articles homonymes, voir Bonaventure.
Bonaventure de Bar, né en 1700 à Paris où il est mort le 1er septembre 1729, est un peintre de genre français.
Bonaventure de Bar était un élève de Claude Guy Hallé. Le musée du Louvre a de lui une fête champêtre, tableau qui lui valut d’être agréé et reçu (le même jour - fait remarquable) le 25 septembre 1728 à l’Académie royale de peinture et de sculpture en tant que peintre « dans le talent particulier de la figure comme Teniers et Wouwermans ». Il partagea cet honneur avec Chardin, reçu comme « peintre dans le talent des animaux et des fruits ».
De Bar ne fut pas très assidu aux séances de l’Académie, il n'y assista que deux fois, la dernière, le 31 décembre 1728, lors de la réception de Pater.
Il mourut vraisemblablement chez le marquis Jean-François Leriget de la Faye, qui fut son principal mécène, rue de Sèvres, après y être tombé malade dès le début de l'année 1729.
Suiveur de Watteau, comme François Octavien, François-Jérôme Chantereau, Lancret, Quillard.
Sa composition Le Vice, la Vertu, la Richesse fut gravée par André Laurent à Paris en 1740.

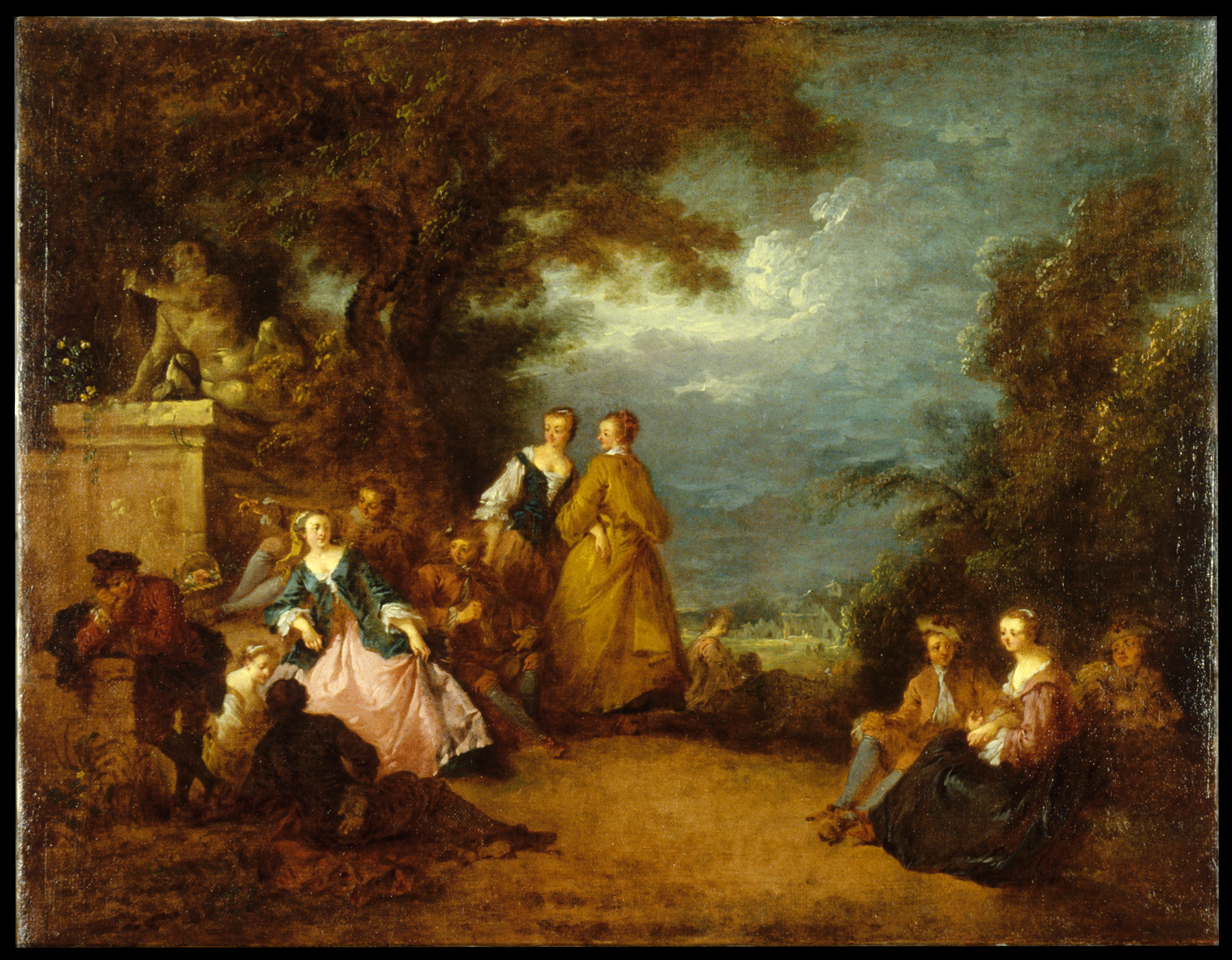
Fête Champêtre.

## Source
- Martin Eidelberg, "Defining the Oeuvre of Bonaventure de Bar (Part 1),"15 juin 2011, http://watteauandhiscircle.org/de%20bar%201.htm.
- Martin Eidelberg, "Defining the Oeuvre of Bonaventure de Bar (Part 2)," 30 septembre 2011, http://watteauandhiscircle.org/de%20bar%202.htm
- Robert Rey, Quelques Satellites de Watteau, Paris, 1921
- Guillaume Glorieux, « Un ensemble de décors peints par Bonaventure de Bar », in Revue de l'art, 2005, 150, p.47 - 54.
- Martin Eidelberg, "Defining the Oeuvre of Bonaventure de Bar (Part 3)," 20 juin 2013, http://watteauandhiscircle.org/De%20Bar%20drawings.htm.